# AF Bobigny
Académie de Football Bobigny hay AF Bobigny là một câu lạc bộ bóng đá Pháp có trụ sở tại vùng ngoại ô Bobigny của Paris. Câu lạc bộ được thành lập vào năm 2013 bởi sự sáp nhập của bộ phận bóng đá của tổ chức phức hợp nhiều môn thể thao Athlétic Club de Bobigny.
Kể từ mùa giải 2018-19, câu lạc bộ chơi ở Championnat National 2, giải hạng tư của bóng đá Pháp, đã giành được thăng hạng trở lại vào năm 2017 và 2018.
Câu lạc bộ lọt vào vòng 64 của 2014-15 Coupe de France, thua 3-0 trước đội bóng Ligue 1 Evian Thonon Gaillard FC.